# 6376 Schamp
6376 Schamp eller 1987 KD1 är en asteroid i huvudbältet som upptäcktes den 29 maj 1987 av det amerikanska astronom paret Eugene M. och Carolyn S. Shoemaker vid Palomar-observatoriet. Den är uppkallad efter Larry och Becky Schamp.
Asteroiden har en diameter på ungefär 8 kilometer.